# Coursera
Coursera Inc. är en amerikansk leverantör av storskaliga, öppna och nätbaserade kurser som grundades 2012 av datavetenskapsprofessorerna Andrew Ng och Daphne Koller från Stanford University.
Coursera samarbetar med universitet och andra organisationer för att erbjuda onlinekurser, certifieringar och examina inom en mängd olika ämnen. År 2021 uppskattades det att cirka 150 universitet erbjöd över 4 000 kurser via Coursera.
Coursera erbjuder också examenskurser i samarbete med universitet. Plattformen är till exempel en partner till HEC Paris för Executive Master innovation & entrepreneurship. 100 % online, detta program syftar till att utbilda ledande befattningshavare specialiserade på dessa två områden under 18 månader. Det öppnades i mars 2017.